# Função zeta
Uma função zeta é uma função formada por uma soma de infinitas potências, ou seja, que pode ser expressa mediante uma série de Dirichlet:
{\displaystyle \zeta (s)=\sum _{k=1}^{\infty }f(k)^{s}}

## Exemplos
Existem várias funções matemáticas que recebem o nome de função zeta, chamadas assim pela letra grega ζ. 
A mais famosa é a função zeta de Riemann (f(k) = 1/k)
Outras funções zeta são: 
- Função zeta de Artin-Mazur
- Função zeta de Dedekind
- Função zeta de Epstein
- Função zeta de Hasse-Weil
- Função zeta de Hurwitz
- Função zeta de Ihara
- Função zeta de Igusa
- Função zeta de Lefschetz
- Função zeta de Lerch
- Função zeta local
- Função zeta de Minakshisundaram-Pleijel
- Função zeta de Selberg
- Função zeta de Weierstrass
- Função zeta de uma álgebra de divisão